# Białośliwie (gmina)
Białośliwie est une gmina rurale du powiat de Piła, Grande-Pologne, dans le centre-ouest de la Pologne. Son siège est le village de Białośliwie, qui se situe environ 28 km à l'est de Piła et 80 km au nord de la capitale régionale Poznań.
La gmina couvre une superficie de 75,68 km2 pour une population de 4 847 habitants.

## Géographie

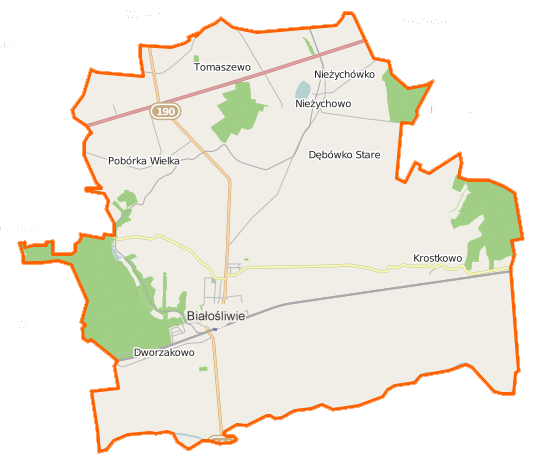
Plan de la gmina.

Outre le village de Białośliwie, la gmina inclut les villages de:
- Dębówko Nowe
- Dębówko Stare
- Dworzakowo
- Krostkowo
- Nieżychowo
- Pobórka Mała
- Pobórka Wielka
- Tomaszewo

### Gminy voisines
La gmina de Białośliwie est bordée des gminy de:
- Miasteczko Krajeńskie
- Szamocin
- Wyrzysk
- Wysoka

## Structure du terrain
D'après les données de 2002, la superficie de la commune de Białośliwie est de 75,68 km², répartis comme tel :
- terres agricoles : 74 %
- forêts : 11 %

La commune représente 5,97 % de la superficie du powiat.

## Démographie
Données du 30 juin 2004 :
| description        | Total  | Total | Femmes | Femmes | Hommes | Hommes |
| ------------------ | ------ | ----- | ------ | ------ | ------ | ------ |
| Unité              | Nombre | %     | Nombre | %      | Nombre | %      |
| population         | 4 867  | 100   | 2 429  | 49,9   | 2 438  | 50,1   |
| Densité (hab./km²) | 64,3   | 64,3  | 32,1   | 32,1   | 32,2   | 32,2   |